# Charlotta Garrigue Masaryková
Charlotte Garrigue Masaryková (rozená Garrigue, počeštěně někdy též Charlotta; 20. listopadu 1850 Brooklyn, New York, USA – 13. května 1923 Lány, Československo) byla česká literátka, intelektuálka a feministka amerického původu, první dáma Československa a manželka prvního československého prezidenta Tomáše Garrigua Masaryka.

## Život

### Rodiče a dětství
Narodila se v Brooklynu v roce 1850 jako třetí z jedenácti dětí. Otec Rudolph Pierre Garrigue byl bohatý americký obchodník, spolumajitel pojišťovny Germania. Pocházel ze staré jihofrancouzské hugenotské rodiny, která v době jejich pronásledování odešla do Dánska, kde se Rudolph Pierre narodil. Matka Charlotte Lydia roz. Whiting pocházela z chicagské rodiny Whitingů, kteří se hrdě hlásili k předkům, kteří mezi prvními evropskými přistěhovalci přistáli na lodi Mayflower. Její rodina později žila také v Bronxu.

### Lipsko, Bronx, Vídeň
Zajímala se o umění, zvláště o hudbu. V 18 letech proto odjela studovat hru na klavír do Lipska. Bydlela v rodině Göringových. Chtěla se stát profesionální klavíristkou, po třech letech si však cvičením poškodila ruku natolik (přecvičila ji, jak uvádí Masaryk v „Hovorech“), že nemohla ve studiu pokračovat, a proto se vrátila zpět do USA. Představu o slovanském etniku čerpala v mládí od Ukrajinky Mařky Kirpotinové.
V USA studovala matematiku a vyučovala hru na klavír, zůstala však v kontaktu s Göringovými a čas od času se do Lipska vracela. Při jedné z návštěv zde v roce 1876 potkala Tomáše Masaryka, který u Göringových bydlel a pobýval v Lipsku po doktorátu na vídeňské univerzitě. Spřátelili se, spojoval je například společný zájem o filozofii.
V červenci 1877 při společné vyjížďce na lodi paní Göringová spadla do vody a začala se topit. Všichni zpanikařili kromě Masaryka, který skočil do vln a z posledních sil ji zachránil. Pod dojmem tohoto zážitku požádal Charlotte korespondenčně o ruku. Zasnoubili se a 15. března 1878 uzavřeli v New Yorku civilní a unitářský sňatek. Novomanželé společně odjeli do Vídně, kde se Charlotta Masaryková začala učit česky a spolupracovala s manželem na jeho habilitační práci o sebevraždě. Společně také psali pod pseudonymem Lorenzo hudební a literární kritiky do revue Naše doba, Masaryková však publikovala i samostatně v českých i amerických časopisech.

### Praha
V roce 1881 se manželé stěhovali do Prahy, kde Masaryk dostal místo profesora na České univerzitě Karlo-Ferdinandově v Praze. Charlotte Masaryková výrazně působila v ženském hnutí. V roce 1882 se jako první cizinka stala členkou Náprstkova Amerického klubu dam, později působila v žižkovském spolku Domovina pro záchranu svedených děvčat a v ženské sekci Sokola. Podporovala rozvoj českého ženského školství; materiálně podporovala chudé ženy. Byla českou vlastenkou, avšak také dokázala nahlížet na českou společnost zvenčí a často velmi kriticky, za což ji část společnosti neměla v oblibě (kritizovala ji např. Božena Viková-Kunětická, naopak bránil ji Josef Svatopluk Machar). Jednou prohlásila:  Je něco zvláštního v české povaze. Velká dobrota srdce a krásné zvyky. Jen je třeba určitého uvědomění, svobody. 
Svého manžela výrazně podpořila nejen v bojích o pravost rukopisů Královédvorského a Zelenohorského, ale zejména za tzv. hilsneriády, kdy Masaryk vážně uvažoval o americkém exilu, od nějž jej Charlotta opakovaně zrazovala.
V roce 1905 vstoupila do české sociální demokracie (tehdy Českoslovanská sociálně demokratická strana dělnická), ale spolu s Masarykem odmítala marxistickou teorii třídních zájmů a nevyhnutelnosti třídního boje. Účastnila se pochodu dělníků požadujících všeobecné volební právo.
Přispívala do amerických novin, účastnila se kulturního a zejména hudebního života, objevila hudbu Bedřicha Smetany a publikovala na jeho podporu řadu článků. Byla unitářka. V rakousko-uherských Čechách manželé Masarykovi přestoupili k úředně povolené reformované evangelické církvi (Charlotte Masaryková z ní později vystoupila). Masarykův obdiv k unitářství přispěl k jeho podpoře vzniku českého unitářství ve 20. letech.

### První světová válka
Po vypuknutí první světové války profesor Masaryk s dcerou Olgou odešli 18. prosince 1914 do exilu, v nepřítomnosti byl pak TGM odsouzen k smrti za velezradu. Charlotte Masaryková zůstala s třemi dětmi v rakousko-uherské Praze – na Hradčanech, v domě U Brusky čp. 239/IV. Brzy se stala předmětem policejního dohledu a politického nátlaku. Dcera Alice byla 28. října 1915 zatčena a osm měsíců vězněna ve Vídni. Matka byla pro svou nervovou chorobu ušetřena. Z té doby pocházejí jejich slavné dopisy. Psala je německy, aby přesvědčila soudce, že nemají politický obsah a doručování nebrzdila cenzura. Hlavním ujištěním dceři bylo sdělení: Neměj starosti, velmi se šetřím, čiň totéž. Mama.. Poslední zprávu napsala formou telegramu 2. července 1916, potom byla dcera propuštěna. Dopisy vyšly knižně v českém překladu roku 1948 v Praze. Syn Jan narukoval do armády, syn Herbert zemřel v roce 1915 na skvrnitý tyfus, kterým se nakazil při práci v uprchlickém táboře v Haliči.
Ke konci války Charlotte Masaryková trpěla srdeční slabostí. Prohloubily se také její celoživotní deprese. Byla hospitalizována v sanatoriu v Praze-Veleslavíně, v květnu 1918 byla také zbavena svéprávnosti (zřejmě na ochranu proti dalšímu pronásledování českými a rakouskými úřady). Ze sanatoria ji po svém poválečném návratu 21. prosince 1918 vyzvedl její manžel.

### Československo
Po vzniku Československa se z původně ostrakizované rodiny, které se konformistická společnost za války stranila, stala vysoce ctěná první rodina, uprostřed společnosti a nového státu, Masarykovi se stěhovali na Hrad, pobývali na zámku v Lánech.

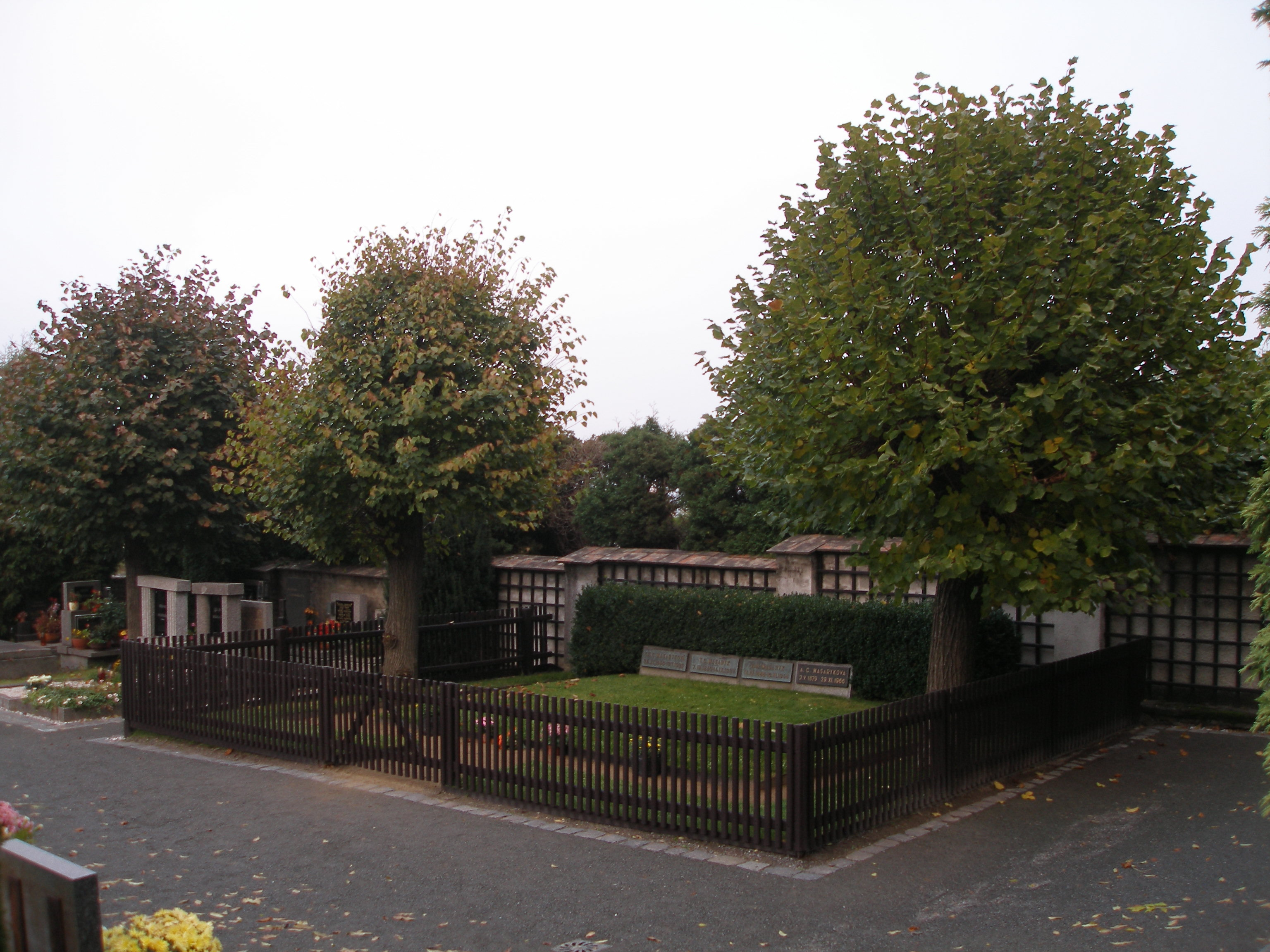
Hrob Masarykových na lánském hřbitově

Charlotta Masaryková se zasadila o to, aby v první ústavě Československa z roku 1920 byla žena ve všech oblastech postavena na roveň muži.[zdroj⁠?!] V témže roce se společně s prezidentem Masarykem účastnila i voleb. Plně se však již nezotavila, s pokračující chorobou převzala reprezentativní úlohu první dámy dcera Alice. V září 1922 Charlottu Masarykovou postihl těžký záchvat srdeční slabosti, 1. května 1923 mozková mrtvice a s ní i částečné ochrnutí. Zemřela 13. května 1923 na zámku Lány.
Tam měla rovněž státní pohřeb a až do skonu T. G. Masaryka 14. září 1937 odpočívala v tumbě uprostřed starého lánského obecního hřbitova, na místě, které si sama vybrala. Poté, co zemřel prezident Masaryk, byly její ostatky přemístěny do nové hrobky u zdi starého lánského hřbitova, kde odpočívají dodnes po boku jejího manžela (na bronzové desce pomníku, který byl znovu osazen v roce 1968, je mylně uvedeno její datum narození 28. 11. místo správného 20. 11. 1850).

### Potomci
Z jejích pěti dětí se čtyři dožily dospělosti. V květnu 1879 se ve Vídni manželům Garrigue Masarykovým narodila dcera Alice, rok poté syn Herbert, v roce 1886 syn Jan. V roce 1890 porodila dceru Eleanor, která zemřela ve čtyřech měsících, a v roce 1891 třetí dceru Olgu.

## Dílo
- Charlotta Garrigue Masaryková (Charlie Masaryková): O Bedřichu Smetanovi, články v Naší době 1893, doslov Miloslav Malý, Masarykovo demokratické hnutí (2. vyd.), Praha 199
- Článek Charlotty Masarykové o hrušovanských hodech (A Harvest Festival in Moravia) uveřejněný v The Sun New York 15. října 1882[11]
- Charlotta Garrigue Masaryková: Listy do vězení, předmluva Alice Masarykové, do češtiny přeložil Vincenc Svoboda, Žikeš, Praha 1948
- Alice Masaryková, Charlotta Garrigue Masaryková: Milá mama / Dear Alice – korespondence Alice a Charlotty Masarykových 1915-1916, ed. a pozn. Dagmara Hájková, Jaroslav Soukup, Masarykův ústav Akademie věd ČR, Praha 2001, ISBN 80-86495-06-X

Společně se svou učitelkou Marií Blažkovou přeložila do češtiny Poddanství žen od Johna Stuarta Milla.

## Odkaz

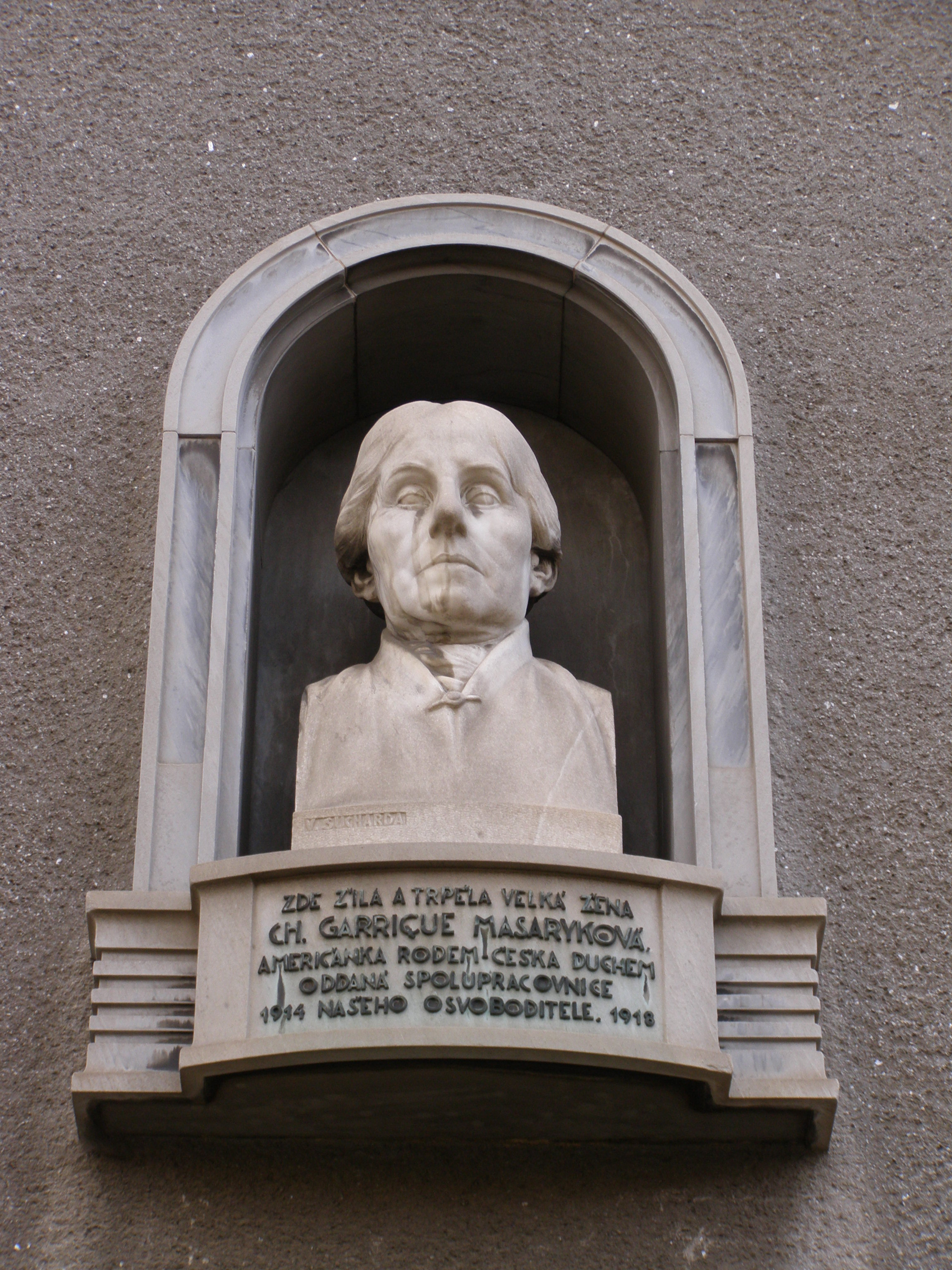
Busta Charlotty Garrigue Masarykové v Mickiewiczově ulici v Praze

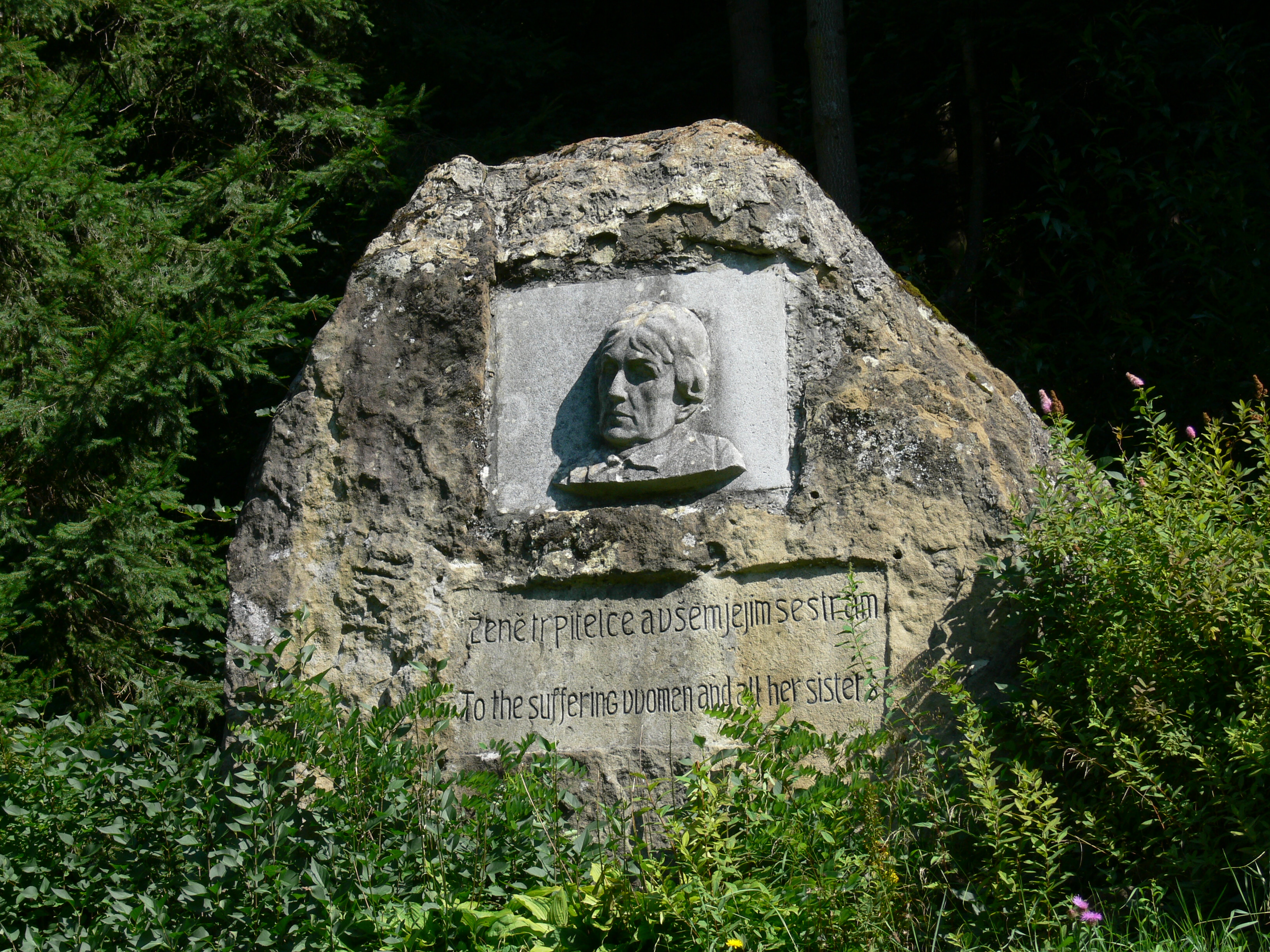
Pomník Charlotty Garrigue Masarykové v obci Hutisko-Solanec

- V obci Hutisko-Solanec se nachází pomník Charlotty Garrigue Masarykové. Pomník postavil v roce 1926 řídící učitel Cyril Mach se svými žáky a nalézá se v údolí místní části Za Kopcem.
- Mramorová busta Charlotty Garrigue Masarykové se nalézá na domě v Mickiewiczově ulici v Praze na Hradčanech, kde Masarykovi bydleli před první světovou válkou. Ulice se od roku 1923 do roku 1949 (s malou přestávkou za Protektorátu) jmenovala Charlotty Masarykové. Poblíž, kolem Písecké brány, jsou Sady Charlotty Garrigue Masarykové. Autorem busty je český sochař Vojtěch Sucharda.
- Charlottu Garrigue Masarykovou připomíná pamětní deska s jejím reliéfem umístěná na bývalém zájezdním hostinci Na Žabárni v Podlesí u Valašského Meziříčí. Jedná se o připomínku prázdninových pobytů rodiny Masarykových v tomto hostinci. Dnes se v objektu nachází Domov důchodců Podlesí, pamětní deska je veřejně přístupná (49°25′38″ s. š., 17°57′23″ v. d.).
- Bronzová busta v základní škole Charlotty Masarykové v Praze – Velké Chuchli, byla odhalena starostou Martinem Melicharem za přítomnosti primátora hl. m. Prahy Tomáše Hudečka a pravnučky prezidenta Masaryka Charlotty Kotíkové ve čtvrtek 6. března 2014. Slavnosti se zúčastnili také představitelé Masarykova demokratického hnutí, Sokolové s vlajkami, školní orchestr a zástupci Muzea T. G. Masaryka v Lánech. Autorkou plastiky je akademická sochařka Věra Růžičková-Bejrová, která byla rovněž přítomna.[12]
- Lavičku Charlie, připomínající Charlottu Masarykovou mají od roku 2020 v Nosislavi v okrese Brno-venkov, na ulici Masarykově před Husovým domem (čp. 137).[13] (49°0′48″ s. š., 16°39′19″ v. d.)
- Muzeum T. G. Masaryka a obec Lány uspořádaly společně v sobotu 13. května 2023 "Vzpomínkové setkání u příležitosti 100. výročí úmrtí Charlotty G. Masarykové" zahrnující pietní akt na Lánském hřbitově, blok přednášek v sále Muzea TGM, komentované prohlídky Muzea TGM a Muzea Alice Garrigue Masarykové v budově Československého červeného kříže, s možností návštěvy Zámeckého parku Lány.

### V kultuře
- Poslední slovo Charlotty Garrigue Masarykové, český televizní film Josefa Císařovského z roku 2018.